# Julio Borbón
Julio Alberto Borbón (Starkville de 20 de febrero de 1986) es un exjardinero central estadounidense de origen dominicano que jugó para los Rangers de Texas, Chicago Cubs,  Baltimore Orioles en las Grandes Ligas de Béisbol. Actualmente es entrenador del equipo de los New York Yankees.

## Carrera
Borbón asistió a la Universidad de Tennessee. En 2005, Borbón ayudó a The Volunteers a llegar a la Serie Mundial Universitaria y fue tercero en el equipo con un promedio de bateo de .350. Sus compañeros de equipo de ese año incluye a los jugadores de Grandes Ligas Chase Headley y Luke Hochevar. Borbón lideró a The Volunteers con un promedio de bateo de .366 y 19 bases robadas en 2006 y en 2007, su última temporada, tuvo un promedio de bateo de .345.
Borbón entró en el Draft de las Grandes Ligas en 2007. De cara al draft, fue catalogado como el prospecto 19 por la revista Baseball América. En el draft, fue seleccionado en la ronda suplementaria de los Rangers de Texas como la selección global número 35.
El 16 de agosto de 2007, Borbón firmó un contrato de Grandes Ligas por cuatro años y valor de 1.3 millones de dólares, con un bono por firmar de $800,000 dólares. Debido a que firmó un contrato de Grandes Ligas, Borbón fue colocado en el roster de 40 jugadores de los Rangers y fue enviado al nivel A de ligas menores con Spokane Indians. En Spokane, jugó en siete partidos y tuvo un promedio de bateo de .172. Luego fue enviado a jugar la liga de novatos de los Rangers y jugó en dos partidos para ellos.
El 29 de junio de 2009, Borbón hizo su debut en Grandes Ligas con los Rangers. Conectó su primer jonrón de Grandes Ligas el 20 de agosto de ese año. El 8 de septiembre, tuvo su primer partido de varios jonrones en la victoria por 11-9 sobre los Indios de Cleveland.

## Trivia
- Asistió al Colegio Dominicano De La Salle, en Santo Domingo, República Dominicana, donde se graduó en 2004.
- Después de terminar la escuela secundaria, asistió a la Universidad de Tennessee, con una beca de béisbol.
- Durante la temporada baja, Julio jugó para los Tigres del Licey en la República Dominicana.
- Anunció su retiro de la Liga Invernal Dominicana (LIDOM) el 18 de septiembre de 2019.